# Чкаља Но. 1
„Чкаља Но. 1” је видео из 1997. године. Режирао га је Чедомир Петровић који је написао и сценарио.

## Улоге
| Глумац                 | Улога |
| ---------------------- | ----- |
| Миодраг Петровић Чкаља |       |
| Јована Петровић        |       |
| Љубомир Убавкић        |       |
| Нада Блам              |       |
| Љубица Ковић           |       |
| Гојко Балетић          |       |